# 265

## Nașteri
- Eusebiu, teolog din Cezareea, apologet și istoric al Bisericii creștine (d. 339)